# Chris Sagramola
Chris Sagramola (ur. 25 lutego 1988) – piłkarz reprezentacji Luksemburga. Od 2010 roku gra w CS Pétange. Wcześniej występował w Jeunesse Esch i UN Käerjéng 97.
Sagramola był bohaterem zwycięskiego meczu z Gambią w lutym 2007 roku, było to pierwsze od 12 lat zwycięstwo Luksemburga w meczach międzynarodowych. Zagrał 9 razy w reprezentacji Luksemburga strzelając 2 bramki. W eliminacjach do Mistrzostw Europy 2008 strzelił bramkę w przegranym 1:2 meczu z Białorusią.